# Kauam Bento
Kauam Bento (* 10. Januar 1993 in São Carlos) ist ein brasilianischer Leichtathlet, der sich auf den Dreisprung spezialisiert hat.

## Sportliche Laufbahn
Erste internationale Erfahrungen sammelte Kauam Bento im Jahr 2011, als er bei den Juniorensüdamerikameisterschaften in Medellín mit einer Weite von 15,69 m die Bronzemedaille im Dreisprung gewann. Im Jahr darauf erreichte er bei den Juniorenweltmeisterschaften in Barcelona mit 14,58 m Rang zwölf im Finale und 2014 gewann er bei den Ibero-Amerikanischen Meisterschaften in São Paulo mit 16,79 m die Silbermedaille hinter seinem Landsmann Jonathan Henrique Silva, ehe er beim Panamerikanischen Sportfestival in Mexiko-Stadt mit 16,43 m Rang fünf erreichte und dann bei den U23-Südamerikameisterschaften in Montevideo mit 15,77 m die Goldmedaille gewann. 2015 nahm er an der Sommer-Universiade in Gwangju teil, verpasste dort aber mit 14,99 m den Finaleinzug. Nach mehreren wenig erfolgreichen Jahren gewann er dann 2019 bei den Südamerikameisterschaften in Lima mit einer Weite von 16,18 m die Silbermedaille hinter dem Argentinier Maximiliano Díaz. 2024 belegte er bei den Ibero-Amerikanischen Meisterschaften in Cuiabá mit 16,25 m den fünften Platz.